# Рамення (Семендяєвське сільське поселення)
Рамення (рос. Раменье) — присілок в Калязінському районі Тверської області Російської Федерації.
Населення становить 10 осіб. Входить до складу муніципального утворення Семендяєвське сільське поселення.

## Історія
Від 2005 року входило до складу муніципального утворення Семендяєвське сільське поселення.

## Населення
| 1888 | 1997 | 2010 |
| ---- | ---- | ---- |
| 179  | ↘22  | ↘10  |